# Dinocarsis hemiptera
Dinocarsis hemiptera är en stekelart som först beskrevs av Johan Wilhelm Dalman 1820.  Dinocarsis hemiptera ingår i släktet Dinocarsis och familjen sköldlussteklar. Arten är reproducerande i Sverige. Inga underarter finns listade i Catalogue of Life.